# De Steeg

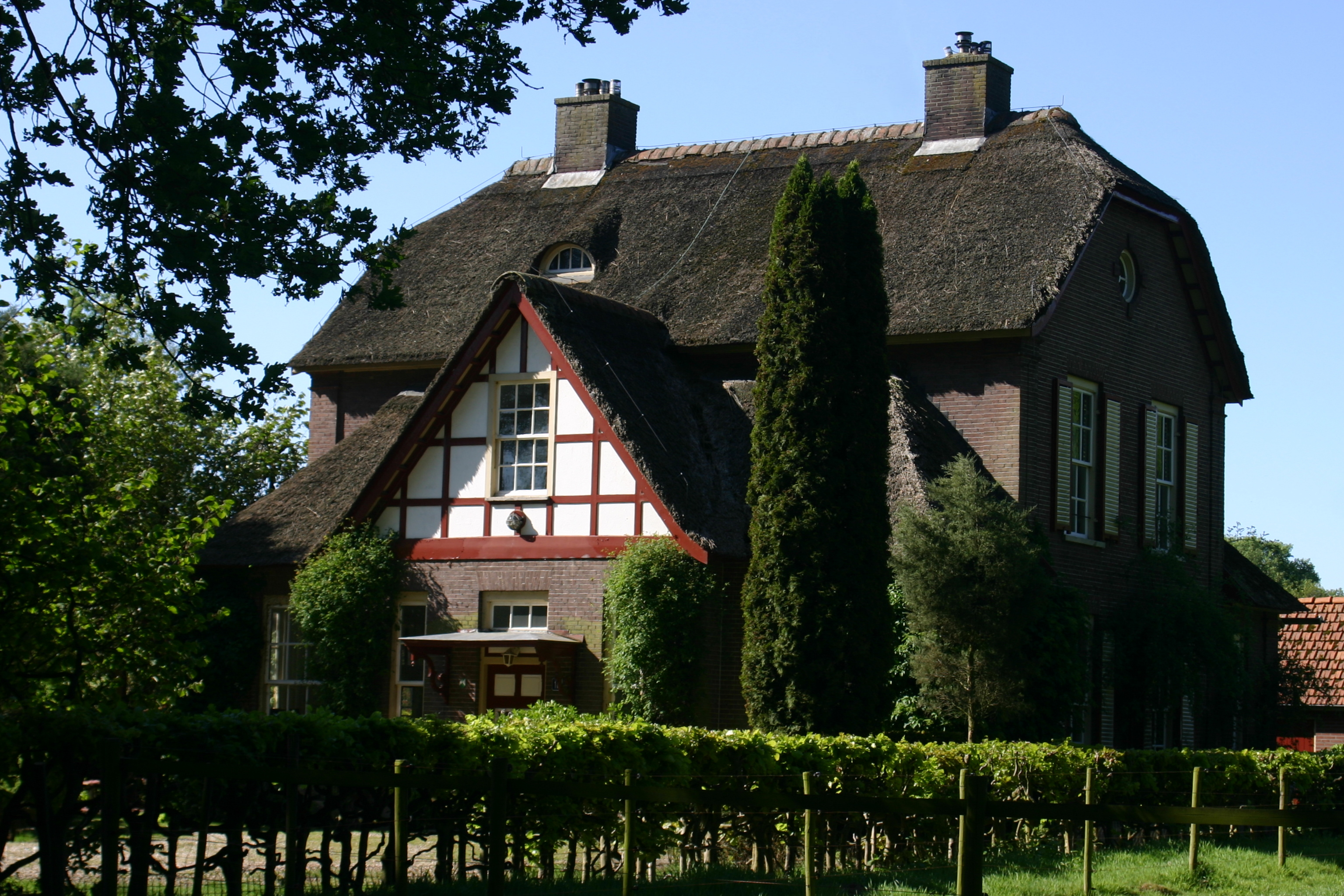
De Steeg: edificio storico lungo la Smidsallee

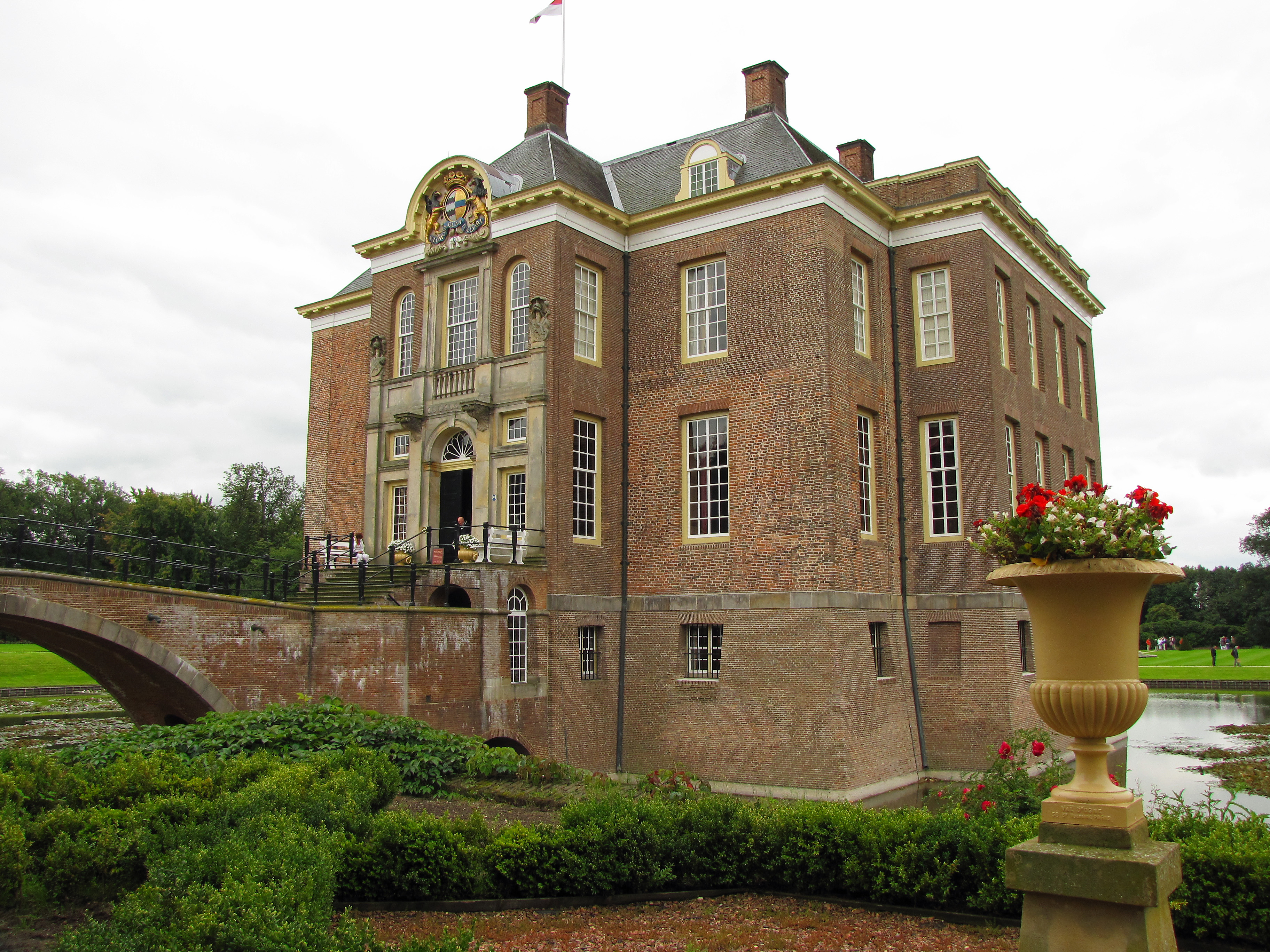
De Steeg: il castello di Middachten

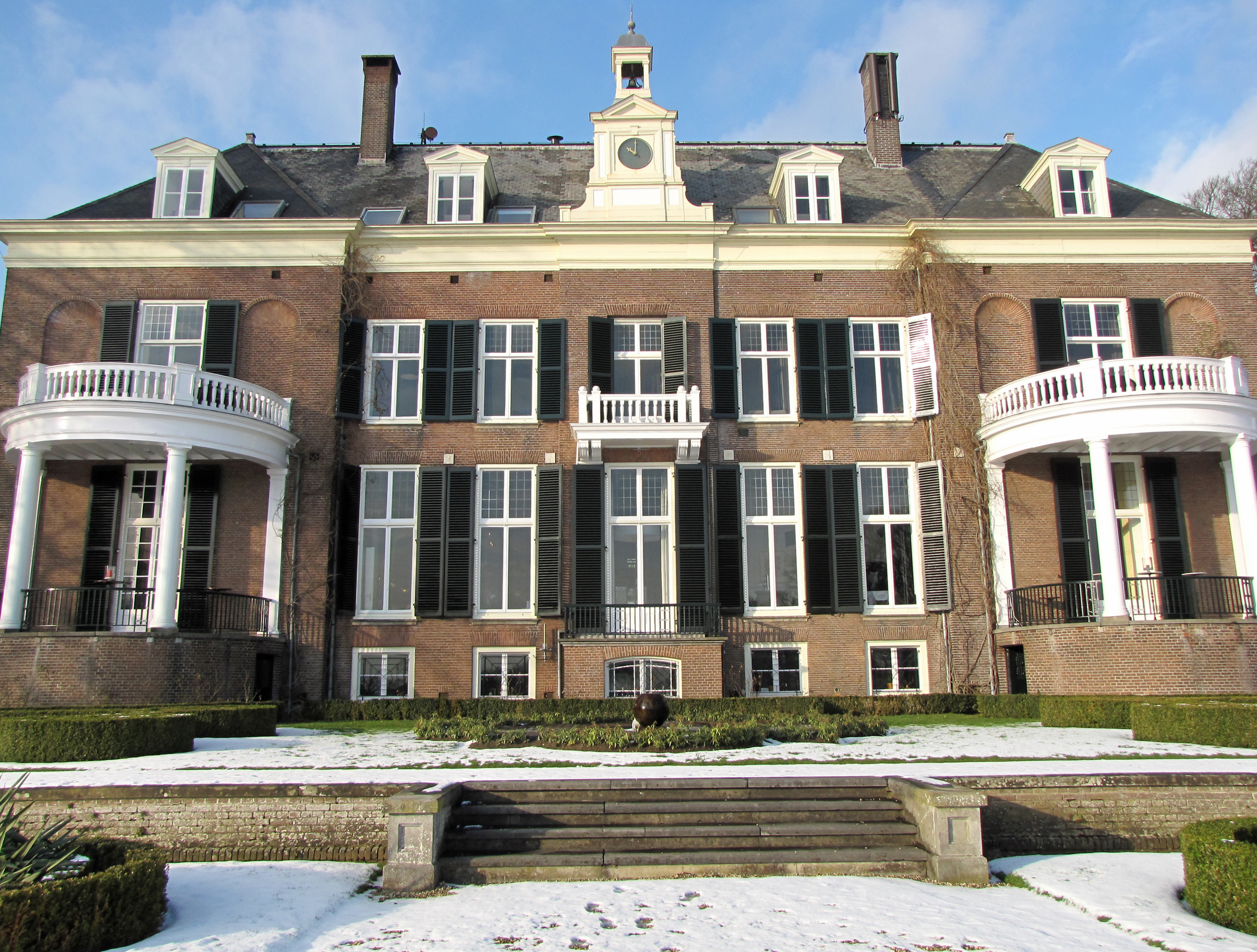
De Steeg: Huis Rhederoord

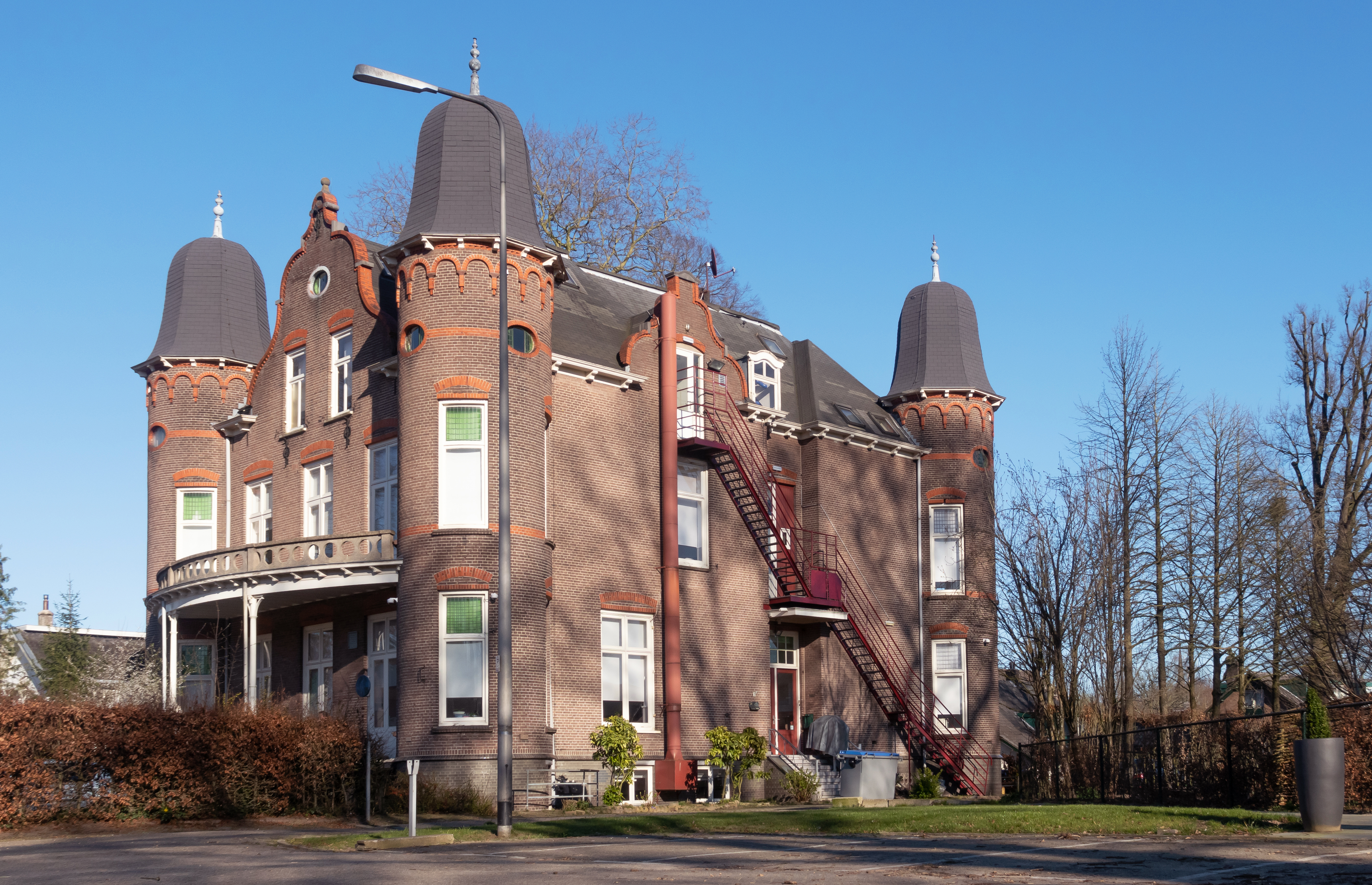
De Steeg: Huize Rhederpark

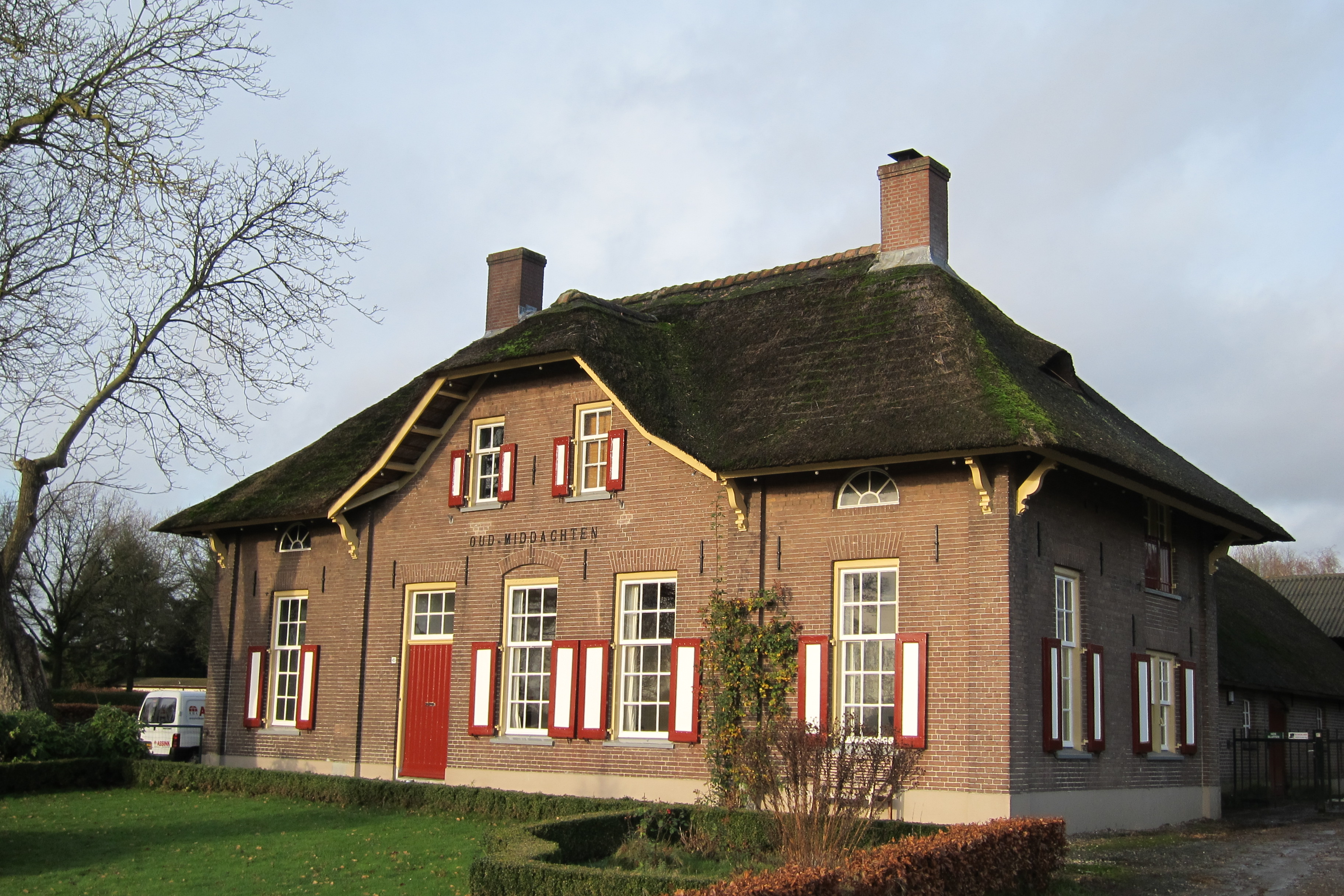
De Steeg: la fattoria "Oud Middachten"

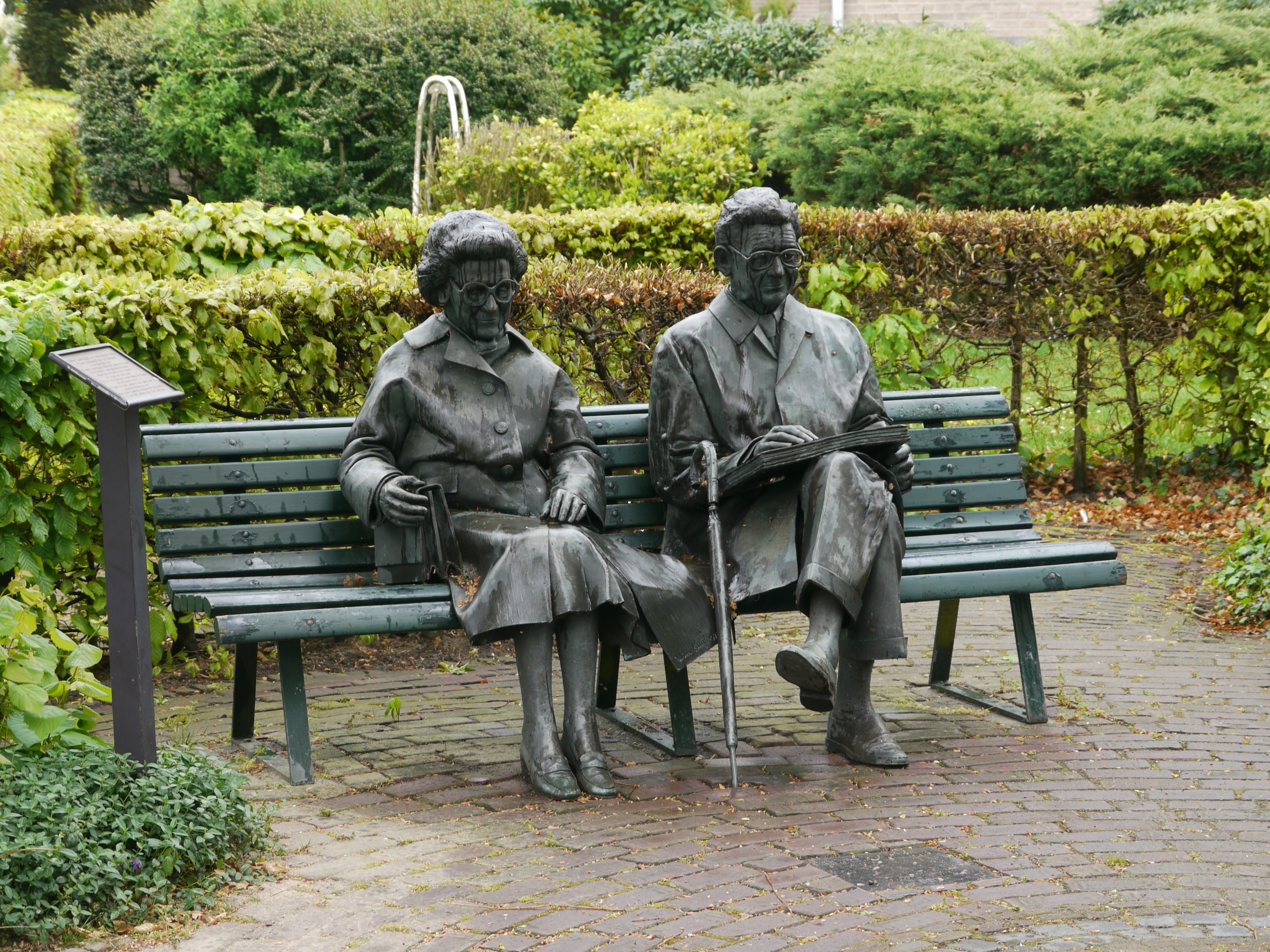
De Steeg: la scultura dedicata allo scrittore Simon Carmiggelt e alla moglie

De Steeg è una località di circa 1 100 abitanti del centro-est dei Paesi Bassi, facente parte della provincia della Gheldria (Gelderland) e situato lungo il corso del fiume IJssel, nell'area del parco nazionale Veluwezoom, nella regione della Veluwe.  A De Steeg ha sede il municipio   del comune di Rheden, di cui è una frazione.

## Geografia fisica
De Steeg si trova a est di Velp e di Rheden, tra le località di Giesbeek ed Ellecom (rispettivamente a nord della prima e a sud della seconda).
Il fiume IJssel bagna la parte meridionale del villaggio.
Il territorio di De Steeg ha una superficie pari a 17,04 km², di cui 0,87 km² sono costituiti da acqua.

## Storia
Nel corso della seconda guerra mondiale, segnatamente tra l'aprile del 1943 e il febbraio del 1944, alcune famiglie ebree olandesi furono tenute prigioniere dai nazisti all'interno di un buco scavato nel bosco della tenuta di Middachten, nei pressi di De Steeg, mentre erano in attesa di essere deportate. In ricordo di queste persone, è stato eretto un monumento in loco il 16 dicembre 2009.
De Steeg fu liberata dall'occupazione tedesca lunedì 16 aprile 1945 dal 49º battaglione di fanteria "Polar-Bears".
Nel secondo dopoguerra, De Steeg ospitò celebrità quali lo scrittore Simon Carmiggelt e il cabarettista Wim Kan.

## Monumenti e luoghi d'interesse
De Steeg vanta 68 edifici classificati come rijksmonument e 58 edifici classificati come gemeentelijk monument.

### Architetture religiose

#### Chiesa dell'Assunzione di Maria
Lungo la Hoofstraat, si trova l'ex-chiesa dell'Assunzione di Maria (Maria ten Hemelopneming), realizzata nel 1928 su progetto dell'architetto J. Stuyt.

#### Cappella di San Michele
Altro edificio religioso di De Steeg è la cappella di San Michele, situata al nr. 17 della Oversteeg.

### Architetture civili

#### Castello di Middachten
Nella tenuta di Middachten, si trova il castello di Middachten (Kasteel Middachten o Huis Middachten), un edificio in stile neoclassico costruito tra la metà e la fine del XVII secolo sulle rovine di una fortezza del XIV secolo.

#### Rhederoord
Altro luogo d'interesse di De Steeg è la tenuta di Rhederoord, che fu acquistata nel 1657 da Willem Everwijn
Principale edificio della tenuta è Huis Rhederoord, una residenza in stile barocco francese realizzata nel 1745 per volere di Willem Reinier Brantsen.

#### Oud Middachten
Altro edificio storico di De Steeg è la fattoria "Oud Middachten", costruita nel 1908 su progetto di G.J. Uiterwijk.

#### Monumento a Carmiggelt
Altro celebre monumento di De Steeg è una scultura dedicata allo scrittore Simon Carmiggelt e alla moglie Tiny, realizzata nel 1990.

## Società

### Evoluzione demografica
Nel 2021, De Steeg contava 1 077 abitanti.
La popolazione al di sotto dei 16 anni era pari a 134 unità, mentre la popolazione dai 65 anni in su era pari a 307 o 308 unità.
Negli otto anni precedenti, il dato oscillava tra i 1072 (o 1073) abitanti del 2016 e i 1 097 abitanti del 2014 e del 2019.